# Acabaria japonica
Acabaria japonica är en korallart som först beskrevs av Addison Emery Verrill 1865.  Acabaria japonica ingår i släktet Acabaria och familjen Melithaeidae. Inga underarter finns listade i Catalogue of Life.